# Wiener-Cup 1934-1935
La Wiener-Cup 1934-1935 è stata la 17ª edizione della coppa nazionale di calcio austriaca.

## Finale
| Squadra 1      | Risultato | Squadra 2 |
| -------------- | --------- | --------- |
| 30 maggio 1935 |           |           |
| Austria Vienna | 5 - 1     | Wiener AC |